# Factor de forma
|  | Per a altres significats, vegeu «Factor de forma (desambiguació)». |

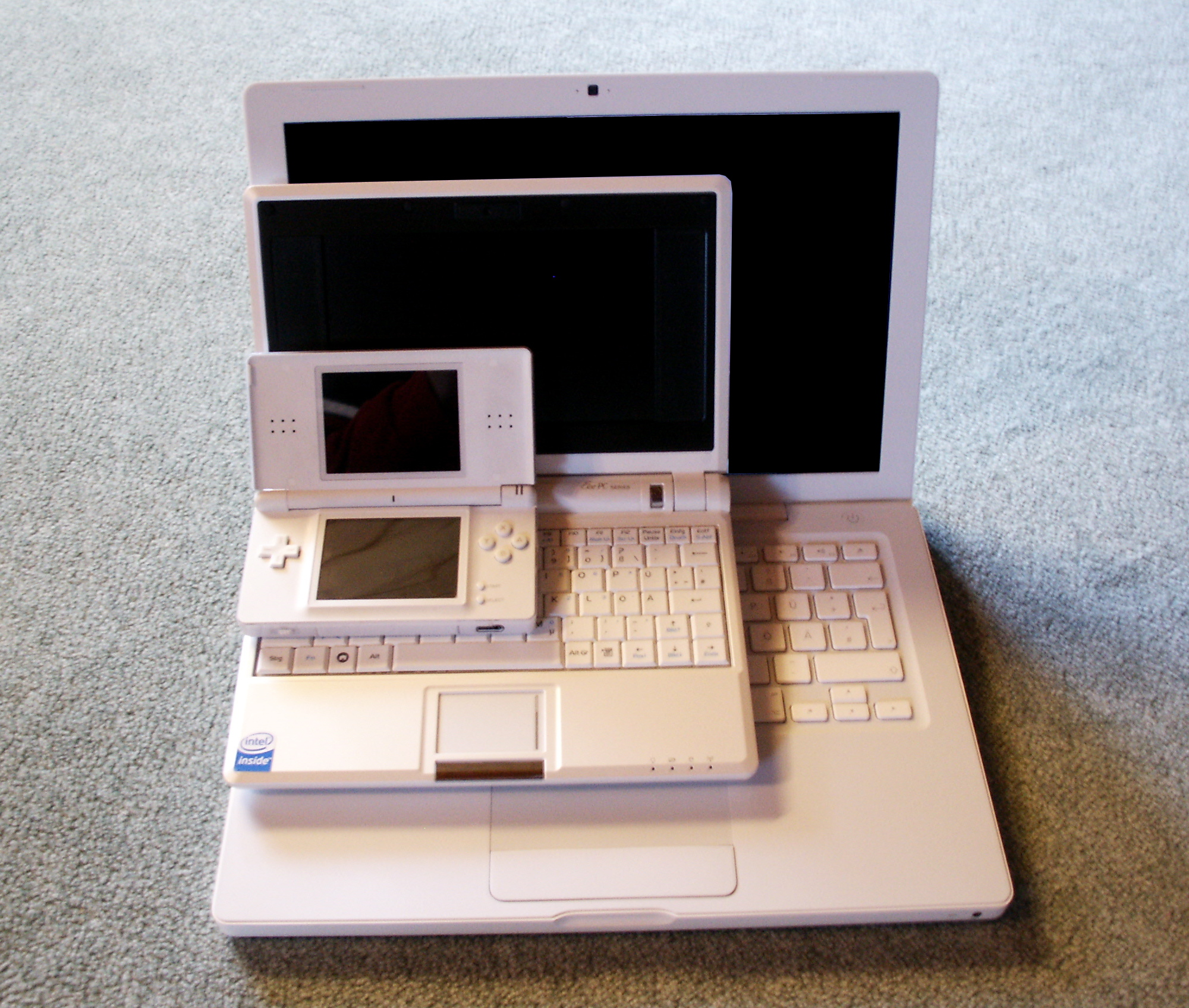
Comparació de mida de diversos factors de forma de portàtils (del més petit al més gran: portàtil Nintendo DS Lite, netbook Asus Eee PC i portàtil MacBook)

El factor de forma és un aspecte del disseny d'aparells i màquines que defineix i prescriu la mida, la forma i altres especificacions físiques dels components, especialment en electrònica. Un factor de forma pot representar una classe àmplia de components de mida similar o pot prescriure un estàndard específic. També pot definir un sistema sencer, com en un factor de forma informàtic.

## Evolució i estandardització
A mesura que les màquines s'han fet més petites seguint la llei de Moore i els patrons relacionats, s'han tornat factibles factors de forma cada cop més petits. Els avenços tecnològics específics, com PCI Express, han tingut un impacte important en el disseny, tot i que històricament els factors de forma han evolucionat més lents que els components individuals. L'estandardització dels factors de forma és vital per a la compatibilitat de màquines de diferents fabricants.

## Compensacions
Els factors de forma més petits poden oferir un ús més eficient de l'espai limitat, una major flexibilitat en la col·locació de components dins d'un conjunt més gran, un ús reduït de material i una major facilitat de transport i ús. Tanmateix, els factors de forma més petits solen comportar costos més elevats en les fases de disseny, fabricació i manteniment del cicle de vida d'enginyeria i no permeten les mateixes opcions d'expansió que els factors de forma més grans. En particular, el disseny d'ordinadors amb factor de forma més petit i equips de xarxa ha d'implicar una consideració acurada de la refrigeració. El manteniment i la reparació per part de l'usuari final de dispositius electrònics de petit format, com ara telèfons mòbils, sovint no és possible, i es pot desanimar per les clàusules d'anul·lació de la garantia ; aquests dispositius requereixen un servei professional, o simplement substitució, quan fallen.

## Factors de forma d'ordinadors

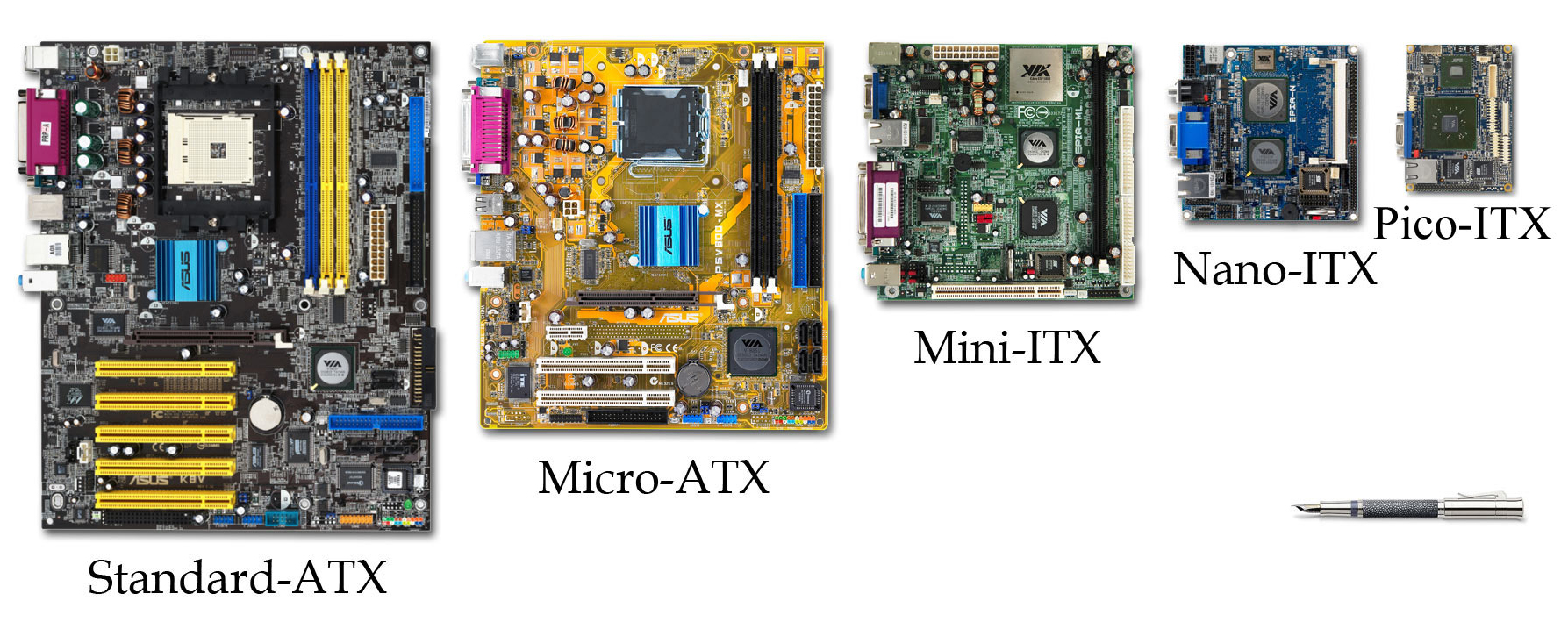
Comparació d'alguns factors de forma habituals de la placa base (llapis per a escala)

Els factors de forma dels ordinadors inclouen una sèrie d'estàndards específics de la indústria per a plaques base, que especifiquen dimensions, fonts d'alimentació, col·locació de forats i ports de muntatge i altres paràmetres. Altres tipus de factors de forma per a ordinadors inclouen:
- Small form factor (SFF), un conjunt d'estàndards més poc definit que pot referir-se tant a plaques base com a caixes d'ordinador. Els dispositius SFF inclouen minitorres i alguns home theater PC.
- Factor de forma Pizza box, un factor de forma ample i pla utilitzat per a ordinadors i commutadors de xarxa; sovint mida per a la instal·lació en un rack de 19 polzades.
- PC "All-in-one"
- Ordinador portàtil "Lunchbox".
- Ordinador portàtil, una forma d'ordinador portàtil amb un factor de forma " Clamshell ".
- Subportàtil, PC ultramòbil, netbook i tauleta, diversos factors de forma per a dispositius que són més petits i sovint més barats que un ordinador portàtil típic.
- Telèfon mòbil, incloent una àmplia gamma de mides i dissenys. Les categories àmplies de factors de forma inclouen: barres, telèfons giratoris i control lliscant, amb molts subtipus i variacions.[5] També inclou phablets (tauletes petites) i dispositius portàtils industrials.[5]
- Stick PC, un ordinador d'una sola placa en una petita carcassa allargada que s'assembla a un pal

## Factors de forma d'elements
- Factor de forma del disc dur, les dimensions físiques del disc dur d'un ordinador
- Factor de forma de la carcassa del disc dur, les dimensions físiques de la carcassa del disc dur d'un ordinador
- Factor de forma de la placa base, les dimensions físiques de la placa base d'un ordinador

## Factors de forma industrials
Factor de forma com aspecte del disseny que defineix i prescriu la mida, la forma i altres especificacions físiques dels components de màquines o aparells, tant en l'electrònica i aparells elèctrics, com ara:
- Soldador elèctric
- Telèfon mòbil
- Càmera fotogràfica
- Aparell multifunció